# Thomas Arthur Lewis
Thomas Arthur Lewis (* 21. September 1881; † 18. Juli 1923) war ein britischer Politiker der Liberal Party, der zwischen 1918 und seinem Tode 1923 Mitglied des Unterhauses (House of Commons) war und 1922 kurzzeitig als Lord im Schatzamt (Lord of the Treasury) fungierte.

## Leben
Thomas Arthur Lewis, Sohn des baptistischen Geistlichen Reverend J. M. Lewis und dessen Ehefrau Phœbe Griffiths, absolvierte nach dem Besuch der County School in Porth ein wissenschaftliches Studium am University College of South Wales and Monmouthshire. Er war danach als Lehrer tätig und absolvierte zudem ein Studium der Rechtswissenschaften. Während des Ersten Weltkrieges leistete er Kriegsdienst an der Salonikifront. Er erhielt als Mitglied der Anwaltskammer (Inns of Court) von Middle Temple 1919 seine anwaltliche Zulassung als Barrister.
Lewis wurde bei der Unterhauswahl am 14. Dezember 1918 für die Liberal Party im Wahlkreis Pontypridd erstmals zum Mitglied des Unterhauses (House of Commons) gewählt. Er war 1919 Parlamentarischer Privatsekretär (Parliamentary Private Secretary) von Frederick „Freddie“ Guest, der zwischen 1917 und 1921 Parlamentarischer Staatssekretär im Schatzamt sowie Parlamentarischer Geschäftsführer (Whip) der liberalen Fraktion im Unterhaus war. In der Regierung Lloyd George fungierte er vom 4. bis 22. Juli 1922 als Lord im Schatzamt (Lord of the Treasury). Bei der Unterhauswahl am 15. November 1922 wurde er im Wahlkreis University of Wales wieder zum Mitglied des Unterhauses gewählt, dem er nunmehr bis zu seinem plötzlichen Tod am 18. Juli 1923 angehörte. Er war seit 1919 mit Marjorie Culross verheiratet.